# Matoma
Matoma, de son vrai nom Tom Stræte Lagergren, né le 29 mai 1991 à Åsnes, est un disc jockey, musicien et producteur norvégien de tropical house et d'un nouveau sous genre intitulé hip-trop qui mélange rap et tropical house 

## Discographie
- Hakuna Matoma (en) (2016)
- One in a Million (2018)
- « good vibes » ft HRVY (2020)